# Georges-Frédéric Roskopf
Georges-Frédéric Roskopf né le 15 mai 1813 et décédé le  14 avril 1889 est un horloger d'origine allemande, émigré en Suisse, inventeur de la montre bon marché de type Roskopf dite « La Prolétaire » ou « montre du pauvre ».

## Biographie
Après une jeunesse en Forêt-Noire, il vient à La Chaux-de-Fonds pour apprendre le français et faire un apprentissage chez Mairet et Sandoz, marchands de métaux et de fourniture d'horlogerie. À 22 ans, il épouse Françoise Robert Theurer de 20 ans de plus que lui. Avec sa dot, il commence un comptoir d’établissage et s'établit comme fabricant horloger. Il exporte ses montres vers l'Allemagne, la Belgique et l'Amérique du Nord.
Dès 1860, il cherche à fabriquer d’une montre bon marché de qualité qui, selon ses termes, « aura une roue en moins et qui marchera cependant aussi bien que les autres ». Cette montre doit être trois ou quatre fois moins chère que les autres. Elle est finalement mise au point en 1867 et son prix de vente est de 25 francs. La montre est mal accueillie par les horlogers des Montagnes neuchâteloises qui ont peur  de voir une montre bon marché supplanter leur art traditionnel
En 1867, il reçoit le prix de l'exposition universelle. 
En 1868, Louis Breguet fait un rapport élogieux sur sa montre[réf. nécessaire]. En 1870, il élabore un mécanisme de mise à l'heure. 
À la mort de sa femme en 1872, il vend sa maison et son entreprise et part à Berne où il se remarie.

## La montre type Roskpof
Composée de 57 pièces au lieu d'au moins 160 habituellement, elle est facile à fabriquer en usine. Destinée à un public prolétaire, sa montre est paradoxalement adoptée par des gens riches. Roskopf ne déposa pas de brevet, son invention est donc souvent imitée. En 1960, ce ne sont pas moins de 16 millions de pièces Roskopf qui ont été vendues

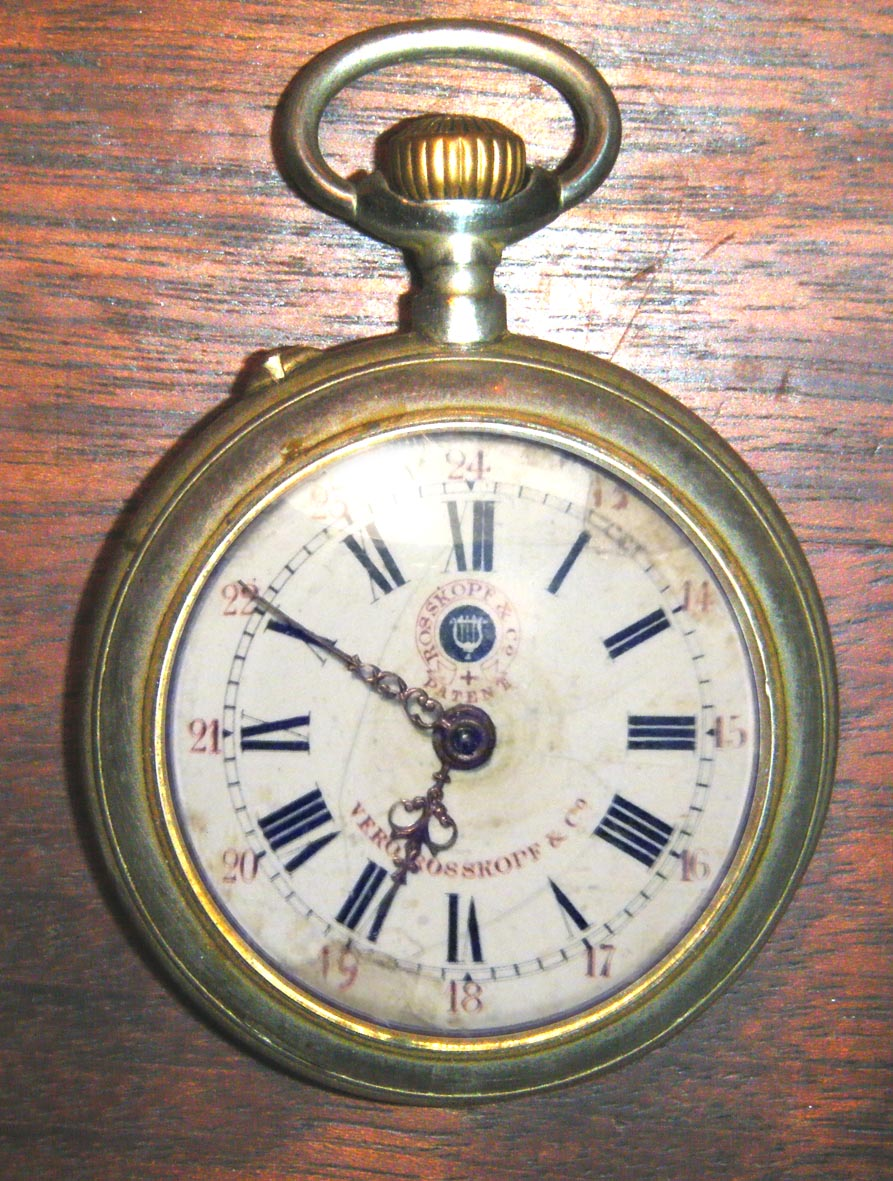
Montre type Roskopf dite « la prolétaire » ou « montre du pauvre »

## Parole de Louis Breguet à l’Exposition universelle de 1867
« Comment procurer à l’ouvrier une montre à bas prix pour lui permettre d’arriver à son atelier à l’heure réglementaire, tel était le problème. Il a été résolu par un fabricant d’horlogerie, Monsieur Roskopf de La Chaux-de-Fonds, canton de Neuchâtel en Suisse, qui a complètement réussi du point de vue du bon et du bon marché. Messieurs, le comité, appréciant le service ainsi rendu aux classes laborieuses à l’honneur de proposer de remercier Monsieur Roskopf pour sa montre du pauvre et de lui décerner une médaille d’argent. »

— Louis Breguet
Il semble d'après l'ouvrage La Montre Suisse (édition de 1945) que le prix soit la médaille de bronze. Et que les termes furent la montre des prolétaires.

## Livres
- Une histoire de famille, roman de Liliane Roskopf (l’arrière-arrière-petite-fille de l’inventeur, journaliste à la télévision suisse romande, Éditions Metropolis, 2002,  (ISBN 978-2883401198).